# Final da Copa do Mundo de Clubes da FIFA de 2018
A Final da Copa do Mundo de Clubes da FIFA de 2018, foi a 15ª final desta competição, realizada anualmente pela FIFA entre os clubes vencedores de cada uma das seis confederações continentais, bem como o vencedor da liga do país anfitrião. Foi disputada no Estádio Zayed Sports City, em Abu Dhabi, nos Emirados Árabes Unidos, no dia 22 de dezembro.
A final foi disputada entre o espanhol Real Madrid, e o emiradense Al-Ain, representando o país-sede como o campeão dos Campeonato Emiradense de Futebol.
O Real Madrid ganhou o jogo por 4 a 1 com gols de Luka Modrić, Marcos Llorente, Sergio Ramos e Yahya Nader (gol contra) para o Real Madrid; Tsukasa Shiotani para o Al-Ain. O Real venceu conquistando assim o seu quarto título da Copa do Mundo de Clubes da FIFA, e seu sétimo título de âmbito mundial. A vitória também marcou a décima primeira vez que uma equipe da UEFA venceu a Copa do Mundo de Clubes.

## Estádio

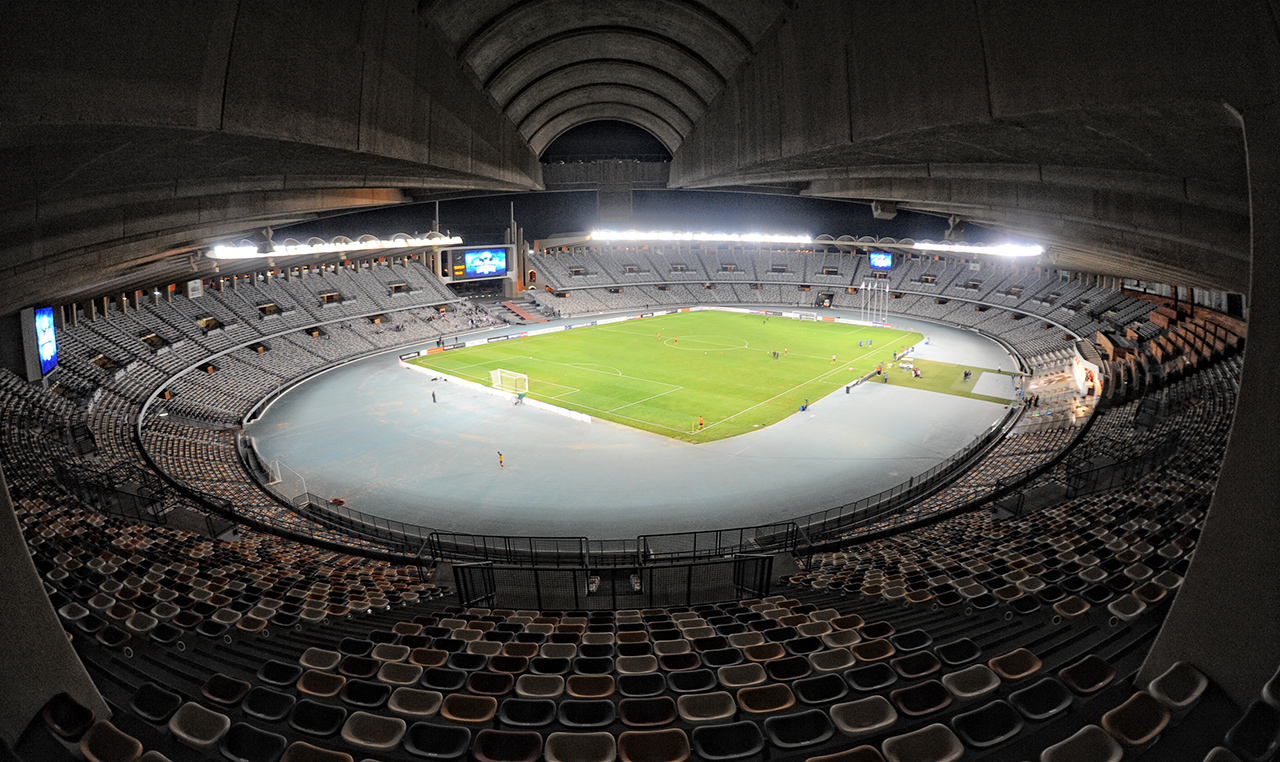
Estádio Zayed Sports City

O Estádio Zayed Sports City em Abu Dhabi foi anunciado como o local da final em 11 de abril de 2017. No estádio já haviam sido realizadas as finais de 2009, 2010 e 2017.
É o maior estádio dos Emirados Árabes Unidos, com mais de 43 mil lugares. O estádio foi inaugurado em 1979 e recentemente foi renovado, com muitas das instalações atualizadas para garantir que ele atenda aos padrões internacionais de segurança e que possa ser utilizado para uma ampla gama de eventos.

## Bastidores
A Copa do Mundo de Clubes da FIFA, realizada anualmente em dezembro, é disputada entre os vencedores de competições de clubes continentais e os vencedores da liga do país anfitrião.
O Real Madrid, se qualificou ao Mundial de Clubes, vencendo a Liga dos Campeões da UEFA de 2017–18. Nas semifinais, em 19 de dezembro, o Real Madrid derrotou o Kashima Antlers por 3 a 1 em Abu Dhabi. Com 3 gols de Gareth Bale para o Real Madrid, e apenas um gol do Kashima Antlers marcado por Shoma Doi.
O Al-Ain, se qualificou ao Mundial de Clubes, vencendo a temporada 2017-18 do Campeonato Emiradense de Futebol, nos Emirados Árabes Unidos, país sede do torneio. Na primeira rodada, em 12 de dezembro, o Al-Ain derrotou o Team Wellington na disputa de pênaltis, depois de um empate de 3 a 3 no seu estádio, Hazza bin Zayed Stadium. O Wellington, um semi-clube de profissionais qualificados como o campeão da OFC Champions League, entrou no intervalo com uma vantagem de 3 a 1. O jogo permaneceu sem gols na prorrogação e avançou para uma disputa de pênaltis, que o Al-Ain venceu por 4 a 3, depois de cinco tentativas depois o goleiro Khalid Eisa fez duas defesas.
O Al-Ain, avançou para proxima fase para enfrentar contra o campeão da Liga dos Campeões da CAF de 2018, o Espérance Sportive de Tunis. Na segunda partida, realizada três dias depois, no Estádio Hazza bin Zayed. A equipe venceu o Espérance, por 3 a 0, cujo havia começado com dois gols marcados na abertura de 16 minutos. O Al-Ain produziu uma zebra maior, nas semifinais, derrotando o campeão da Libertadores, o River Plate, em uma disputa de pênaltis para avançar para a final do Mundial. A partida começou com Berg abrindo para o Al-Ain, depois, o River Plate virou com dois gols de Borré. No segundo tempo, Caio empata para o Al-Ain em 2 a 2. Depois de uma prorrogação sem gols no tempo extra, o Al-Ain derrotou o River Plate, por 5 a 4, na disputa de pênaltis. O Al-Ain é o primeira equipe árabe a chegar a uma final do Mundial de Clubes.

## Caminhos até a final
| Real Madrid                                     | Real Madrid                                     | Equipa                                  | Al Ain                                                 | Al Ain                                                 |
| ----------------------------------------------- | ----------------------------------------------- | --------------------------------------- | ------------------------------------------------------ | ------------------------------------------------------ |
| UEFA                                            | UEFA                                            | Confederação                            | AFC                                                    | AFC                                                    |
| Campeão da Liga dos Campeões da UEFA de 2017–18 | Campeão da Liga dos Campeões da UEFA de 2017–18 | Classificação                           | Campeão do Campeonato Emiradense de Futebol de 2017–18 | Campeão do Campeonato Emiradense de Futebol de 2017–18 |
| Adversário                                      | Resultado                                       | Copa do Mundo de Clubes da FIFA de 2018 | Adversário                                             | Resultado                                              |
| Não disputou                                    | Não disputou                                    | Primeira rodada                         | Team Wellington                                        | 3–3 (4–3 pen)                                          |
| Não disputou                                    | Não disputou                                    | Quartas de final                        | Espérance de Tunis                                     | 3–0                                                    |
| Kashima Antlers                                 | 3–1                                             | Semifinais                              | River Plate                                            | 2–2 (5–4 pen)                                          |

## Partida
| 22 de dezembro | Real Madrid                                                       | 4 – 1     | Al Ain       | Estádio Xeique Zayed, Abu Dhabi           |
| 20:30          | Modrić 14' · Llorente 60' · Sergio Ramos 79' · Nader 90+1' (g.c.) | Relatório | Shiotani 85' | Público: 40 696 Árbitro: USA Jair Marrufo |

| Real Madrid | Al Ain |

|                 |    |                   |     |     |
|                 |    |                   |     |     |
| G               | 25 | Thibaut Courtois  |     |     |
| LD              | 2  | Daniel Carvajal   |     |     |
| Z               | 5  | Raphaël Varane    |     |     |
| Z               | 4  | Sergio Ramos      | 44' |     |
| LE              | 12 | Marcelo           |     |     |
| V               | 18 | Marcos Llorente   |     | 81' |
| M               | 10 | Luka Modrić       |     |     |
| M               | 8  | Toni Kroos        |     | 69' |
| M               | 17 | Lucas Vázquez     |     | 83' |
| A               | 9  | Karim Benzema     |     |     |
| A               | 11 | Gareth Bale       |     |     |
| Substituições:  |    |                   |     |     |
| G               | 1  | Keylor Navas      |     |     |
| G               | 13 | Kiko Casilla      |     |     |
| LD              | 19 | Álvaro Odriozola  |     |     |
| Z               | 3  | Jesús Vallejo     |     |     |
| Z               | 6  | Nacho Fernández   |     |     |
| LE              | 23 | Sergio Reguilón   |     |     |
| V               | 14 | Casemiro          |     | 81' |
| M               | 15 | Federico Valverde |     |     |
| M               | 22 | Isco              |     |     |
| M               | 24 | Dani Ceballos     |     | 69' |
| A               | 20 | Marco Asensio     |     |     |
| A               | 28 | Vinícius Júnior   |     | 83' |
| Treinador:      |    |                   |     |     |
| Santiago Solari |    |                   |     |     |

|                |    |                     |  |     |
|                |    |                     |  |     |
| G              | 17 | Khalid Eisa         |  |     |
| LD             | 27 | Mohamed Ahmad       |  | 63' |
| Z              | 5  | Ismail Ahmed        |  |     |
| Z              | 14 | Fawzi Fayez         |  |     |
| LE             | 33 | Tsukasa Shiotani    |  |     |
| V              | 3  | Tongo Doumbia       |  |     |
| V              | 43 | Rayan Yaslam        |  |     |
| M              | 74 | Hussein El Shahat   |  |     |
| M              | 16 | Omar Abdulrahman    |  | 66' |
| M              | 7  | Caio                |  |     |
| A              | 9  | Marcus Berg         |  | 74' |
| Substituições: |    |                     |  |     |
| G              | 1  | Mohammed Abo Sandah |  |     |
| G              | 12 | Hamad Al-Mansouri   |  |     |
| Z              | 44 | Saeed Jumaa         |  |     |
| Z              | 19 | Mohanad Salem       |  |     |
| V              | 88 | Yahya Nader         |  | 74' |
| M              | 6  | Amer Abdulrahman    |  | 66' |
| M              | 11 | Bandar Al-Ahbabi    |  | 63' |
| M              | 13 | Ahmed Barman        |  |     |
| M              | 18 | Ibrahim Diaky       |  |     |
| M              | 28 | Sulaiman Nasser     |  |     |
| M              | 30 | Khaled Khalfan      |  |     |
| A              | 99 | Jamal Ibrahim       |  |     |
| Treinador:     |    |                     |  |     |
| Zoran Mamić    |    |                     |  |     |

| Bandeirinhas: Frank Anderson (Estados Unidos) Corey Rockwell (Estados Unidos) Quarto árbitro: Wilton Pereira Sampaio (Brasil) Árbitros assistentes de vídeo: Danny Makkelie (Países Baixos) Árbitro assistente de árbitro de vídeo: Bruno Boschilia (Brasil) Mark Geiger (Estados Unidos) Mauro Viligano (Argentina) | Regras - 90 minutos. - 30 minutos de prorrogação se necessário. - disputa por pênaltis se o placar permanecer empatado. - Doze substitutos nomeados por equipe. - Máximo de três substituições, com um quarto sendo permitido no tempo extra. |

### Estatísticas
| Estatísticas      | Real Madrid | Al Ain |
| ----------------- | ----------- | ------ |
| Gols              | 1           | 0      |
| Total de chutes   | 11          | 2      |
| Chutes na meta    | 3           | 0      |
| Defesas           | 1           | 1      |
| Posse de bola     | 70%         | 30%    |
| Escanteios        | 6           | 2      |
| Faltas cometidas  | 6           | 3      |
| Impedimentos      | 3           | 1      |
| Cartões amarelos  | 1           | 0      |
| Cartões vermelhos | 0           | 0      |

| Estatísticas      | Real Madrid | Al Ain |
| ----------------- | ----------- | ------ |
| Gols              | 3           | 1      |
| Total de chutes   | 10          | 8      |
| Chutes na meta    | 5           | 2      |
| Defesas           | 1           | 1      |
| Posse de bola     | 63%         | 37%    |
| Escanteios        | 2           | 2      |
| Faltas cometidas  | 6           | 8      |
| Impedimentos      | 1           | 1      |
| Cartões amarelos  | 0           | 0      |
| Cartões vermelhos | 0           | 0      |

| Estatísticas      | Real Madrid | Al Ain |
| ----------------- | ----------- | ------ |
| Gols              | 4           | 1      |
| Total de chutes   | 21          | 10     |
| Chutes na meta    | 8           | 2      |
| Defesas           | 2           | 2      |
| Posse de bola     | 63%         | 37%    |
| Escanteios        | 8           | 4      |
| Faltas cometidas  | 12          | 11     |
| Impedimentos      | 4           | 2      |
| Cartões amarelos  | 1           | 0      |
| Cartões vermelhos | 0           | 0      |

## Premiação
| Copa do Mundo de Clubes da FIFA de 2018 |
| Espanha                                 |
| --------------------------------------- |
| Real Madrid Campeão (4.º título)        |

Fair Play
| Fair play | Real Madrid |

### Individuais
| Bola de Ouro              | Bola de Prata       | Bola de Bronze                    |
| ------------------------- | ------------------- | --------------------------------- |
| Gareth Bale (Real Madrid) | Caio Lucas (Al Ain) | Rafael Santos Borré (River Plate) |